# Johann Ferdinand Caspary
Johann Ferdinand Caspary (* 19. Januar 1808 in Minden; † 9. Dezember 1889 ebenda) war ein preußischer Generalmajor.

## Leben

### Herkunft
Seine Eltern waren der Mindener Kaufmann Karl Joseph Caspari (* 1766) und dessen Ehefrau Luise Henriette, geborene Wertheim (* 1776).

### Militärkarriere
Caspary besuchte die Stadtschule in Minden und die Baugewerbeschule in Aachen. Anschließend trat er am 1. Mai 1825 als Kanonier in die 7. Artillerie-Brigade der Preußischen Armee ein. Mit Unterbrechung absolvierte er 1826/30 die Vereinigte Artillerie- und Ingenieurschule und avancierte anschließend zum überzähligen Sekondeleutnant. Am 21. März 1831 wurde Caspary in den Etat einragiert und 1835 zur Handwerkerkompanie kommandiert. 1839 bis 1847 fungierte er als Adjutant der II. Abteilung und stieg zwischenzeitlich zum Premierleutnant auf. Als Hauptmann wurde er am 27. Mai 1852 Artillerieoffizier vom Platz in Minden. Vom 8. Juni bis zum 31. Dezember 1855 war er im 8. Artillerie-Regiment und anschließend wieder im 7. Artillerie-Regiment tätig. Mit der Beförderung zum Major ernannt man ihn am 1. Mai 1858 unter Stellung à la suite des 3. Artillerie-Regiments zum Kommandeur des Trains des III. Armee-Korps. Caspary stieg am 18. Oktober 1861 zum Oberstleutnant auf und wurde am 9. Mai 1862 ein weiteres Mal als Kommandeur der II. Abteilung in die 7. Artillerie-Brigade versetzt. Am 25. Juni 1864 erhielt er das Kommando über das Westfälische Festungsartillerie-Regiment Nr. 7 in Köln. In dieser Eigenschaft avancierte er am 18. Juni 1865 zum Oberst und wurde am 10. September 1867 mit Pension zur Disposition gestellt.
Für die Dauer der Mobilmachung anlässlich des Krieges gegen Frankreich wurde er am 15. Oktober 1870 zum Kommandeur der immobilen Artillerie der 4. Artillerie-Brigade ernannt und am 25. März 1871 erhielt Caspary den Charakter als Generalmajor.
Er starb am 9. Dezember 1889 in Minden.

### Familie
Caspary heiratete am 12. April 1849 in Lippstadt Henriette Wilhelmine Düsterberg (1823–1889), eine Tochter des Kreisphysikus Felix August Düsterberg. Der Stahlhelmführer Theodor Duesterberg war sein Großneffe.